# Manambondro
Manambondro és una ciutat i comuna de Madagascar, del districte de Vangaindrano, que forma part de la regió d'Atsimo-Atsinanana. S'estima que la població de la comuna era d'aproximadament 15.000 habitants en el cens comunal de 2001.
La comuna compta amb un aeroport local. A la ciutat s'imparteix ensenyament primari i secundari de primer cicle. La majoria de la població de la comuna, el 98%, es dedica a l'agricultura: el cultiu més important és l'arròs encara que també és a destacar la producció de cafè, clau d'olor i mandioca. Els serveis proporcionen treball a l'1% de la població i la pesca a un altre 1% dels habitants.